# داميين كريسوستوم
داميين كوفي أندرسون كريسوستوم Damien Chrysostome (بالفرنسية: Damien Chrysostome)‏، من مواليد 24 مايو 1982 ، لاعب كرة قدم بنيني.
و هو يلعب منذ عام 2004 مع نادي كاسالي الإيطالي.
و هو يلعب مع منتخب بنين لكرة القدم.

## روابط خارجية
- داميين كريسوستوم على موقع اتحاد تركيا (لاعب) (الإنجليزية)
- داميين كريسوستوم على موقع قاعدة بيانات كرة القدم.إي يو (الإنجليزية)
- داميين كريسوستوم على موقع ليكيب (الفرنسية)
- داميين كريسوستوم على موقع ناشيونال فوتبول تيمز (الإنجليزية)
- داميين كريسوستوم على موقع عالم كرة القدم.نت (الإنجليزية)
- داميين كريسوستوم على موقع كووورة